# Der Hochzeitstag (1996)
Der Hochzeitstag (Alternativtitel: Faithful – Der Hochzeitstag; englischer Originaltitel: Faithful) ist eine US-amerikanische Kriminalkomödie des Regisseurs Paul Mazursky aus dem Jahr 1996.

## Handlung
Nach 20 Jahren Ehe will sich die reiche Unternehmergattin Margaret in ihrer Depression mit Schlaftabletten vergiften. Sie wird an der Ausführung des Selbstmords aber vom Auftragskiller Tony gehindert, den ihr Ehemann Jack geschickt hat. Jack hat nämlich seit Jahren ein Verhältnis mit seiner Sekretärin Debbie und möchte sich mit Maggies Lebensversicherung eine sorgenfreie Zukunft schaffen.
Doch als Margaret schließlich, überwältigt und  gefesselt, ausharren muss während Killer Tony auf das telefonische „Startsignal“ ihres Ehemannes wartet, entwickelt sich alles ein wenig anders. Margaret will nicht kampflos aufgeben und setzt nun alles daran, Tony seinen Auftrag bestmöglich auszureden, der ohnehin mit zunehmender Wartezeit langsam kalte Füße bekommt.

## Rezeption

### Kritiken
„Paul Mazurskys giftige, wenngleich etwas gestelzte Folie à trois nach Palminteris Theaterstück Faithful lehrt immerhin eines: lieber einen netten Killer als einen fetten Gatten.“

„Kurzweilige Adaption eines erfolgreichen Boulevardstücks, in der sich bissiger Humor und geschliffener Wortwitz zu einem spannenden Ehekrimi vereinen. Inhaltlich zentrale Themen wie das von Treue und Vertrauen werden allerdings nur an der Oberfläche gestreift.“

### Nominierungen
Die Berlinale 1996 zeigte Faithful im Rahmen des Wettbewerbs um den Goldenen Bären.

## Belege
1. ↑   Freigabebescheinigung für Der Hochzeitstag. Freiwillige Selbstkontrolle der Filmwirtschaft, April 2009 (PDF; Prüfnummer: 76 032 V/DVD/UMD).
2. ↑  Der Hochzeitstag. In: Der Spiegel. Nr. 38, 1996, S. 241 (online – 16. September 1996).
3. ↑  Der Hochzeitstag. In: Lexikon des internationalen Films. Filmdienst, abgerufen am 22. Juli 2014.
4. ↑  Faithful. Wettbewerb. In: Filmdatenblatt. Internationale Filmfestspiele Berlin, abgerufen am 21. Juli 2014.